# Boletus erythropus var. erythropus
Neoboletus erythropus —nomenclatura aceptada, anteriormente denominado B. erythropus— es un hongo de la familia Boletaceae que crece en el norte de Europa. Descrito por Christian Hendrik Persoon en 1796, su nombre proviene del griego antiguo ἐρυθρός ‘rojo’ y πούς ‘pie’, en referencia a su base coloreada.
Aunque es comestible una vez cocinado, puede producir problemas gástricos si se consume crudo y es a menudo confundido con la variedad tóxica Boletus satanas, a pesar de la cabeza más pálida de este último.

## Descripción

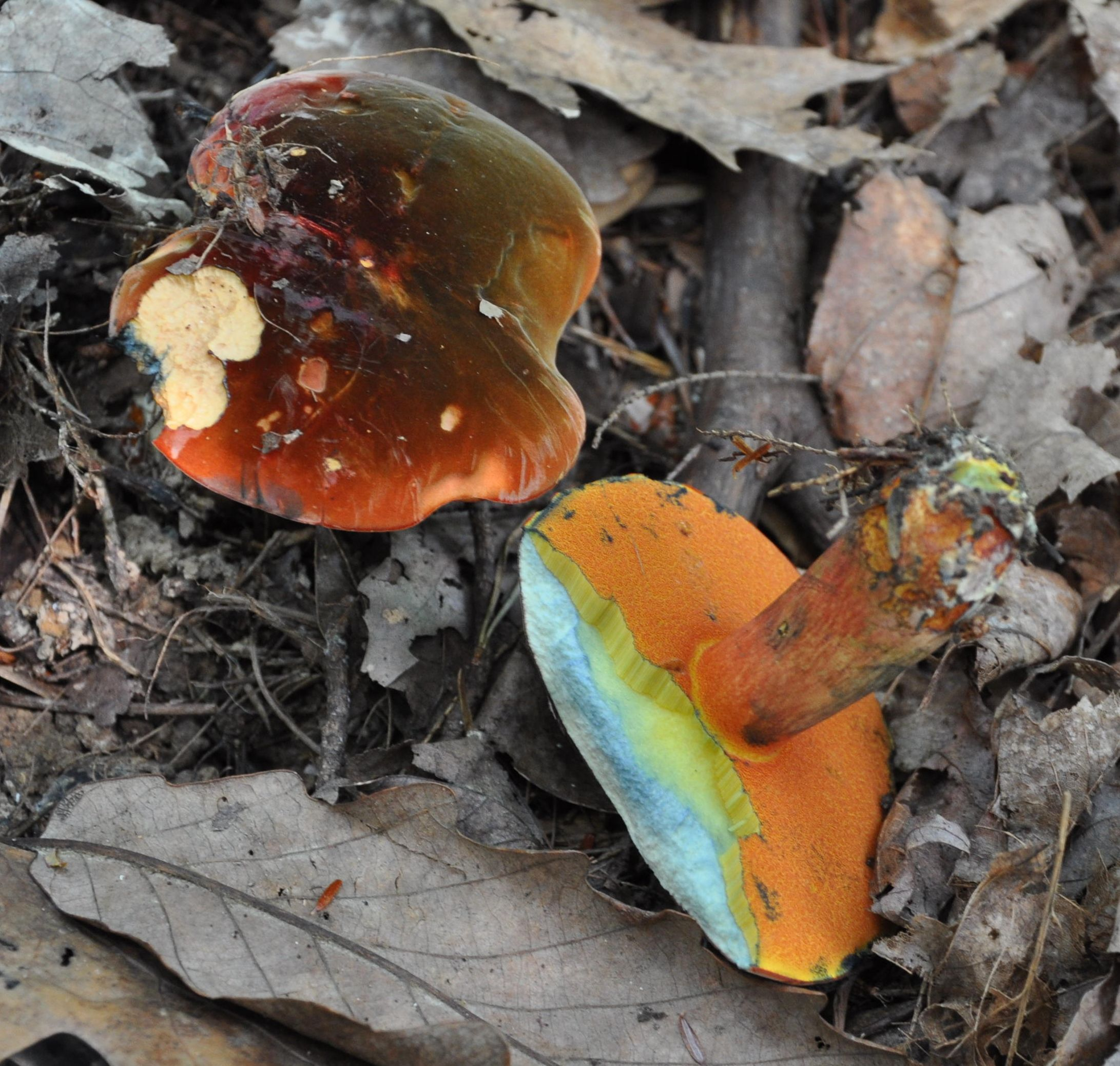
N. erythropus cortado. El color azul que toma es característico de otros boletos venenosos, por lo que su recolección no es recomendable para personas inexpertas.

La seta de este hongo es de tamaño considerable, sólida y con un sombrerillo marrón de forma hemisférica a convexa, que puede crecer hasta los 20 cm de diámetro. Presenta poros de color naranja rojizo y un tallo amarillo de 4 a 12 cm de altura densamente moteado de puntos rojos. Los tejidos se manchan de color azul oscuro al cortarse. Es poco oloroso, y el polvo de las esporas es verde oliva.

## Hábitat
El hongo crece en terrenos ocupados por especies caducifolias o coníferas, en el verano y otoño europeos. Suele hallarse en los mismos lugares que el Boletus edulis.

## Toxicidad
De sabor suave, Neoboletus erythropus resulta comestible después de cocinado, pero se parece mucho a otras especies venenosas, por lo que su recolección no es recomendable para personas con poca experiencia en el tema.